# Solanum kwebense
Solanum kwebense là loài thực vật có hoa trong họ Cà. Loài này được N.E. Br. miêu tả khoa học đầu tiên năm 1906.